# Mycetophila chamberlini
Mycetophila chamberlini är en tvåvingeart som först beskrevs av Laffoon 1957.  Mycetophila chamberlini ingår i släktet Mycetophila och familjen svampmyggor.
Artens utbredningsområde är Alaska. Inga underarter finns listade i Catalogue of Life.